# Вулиця Ованеса Туманяна (Київ)
Ву́лиця Оване́са Туманя́на — вулиця у Дніпровському районі міста Києва, житловий масив Лівобережний. Пролягає від вулиці Євгена Сверстюка до вулиці Флоренції. Прилучається провулок Дзиґи Вертова.

## Історія
Вулиця виникла у 60-ті роки XX століття під назвою Нова. Сучасна назва на честь вірменського поета і письменника Ованеса Туманяна — з 1969 року.

## Пам'ятники та меморіальні дошки

меморіяльна дошка Леонідові Бикову (буд. № 8)

- буд. № 8 — меморіальна дошка на честь актора і кінорежисера Леоніда Бикова, який мешкав у цьому будинку в 1975–1979 роках. Відкрито 9 серпня 1980 року, скульптор В. Н. Борисенко, архітектор Б. Л. Кравчук.

## Установи та заклади
- Ліцей № 208 (буд. № 2)
- Клініка сучасної неврології «Аксімед» (буд. N3)
- Укртелефільм (буд. № 15)
- Житловий комплекс «Лазурний блюз»

## Релігійні громади
- Церква-каплиця св. Духа УПЦ Київського Патріархату на перетині з вул. Флоренції (вул. Флоренції, буд. № 11)[2].